# Salotto letterario
Un salotto letterario è un luogo di riunione, spesso privato, dove si riuniscono periodicamente, a cura di un anfitrione, intellettuali o personaggi protagonisti delle cronache mondane, per dibattere o conversare su argomenti legati all'attualità culturale o politica.
La conduzione di un salotto può essere anche un modo per influire sulla formazione dell'opinione pubblica e sulla politica dello Stato attraverso le funzioni che i "salottieri" svolgono nella vita pubblica e la rete di amicizie o di convinzioni ideologiche che si formano nei luoghi di ricevimento.

## Storia
La tradizione di riunire una comunità di amanti della cultura in un unico ambiente nasce nell'antica Grecia come symposion, una tavola imbandita intorno alla quale si declamavano versi e si svolgevano discussioni di carattere artistico, letterario, filosofico e politico: un luogo d'incontro per gli amanti della sapienza che praticavano la dialettica, per nutrire dialogando con amici l'anima e il corpo.
La consuetudine venne poi importata nel mondo romano, con Gaio Cilnio Mecenate che, nell'epoca augustea, incoraggiò e sostenne poeti come Virgilio, Orazio e Properzio fino a far diventare la sua figura un emblema di protettore e di patrono illuminato, e Marco Valerio Messalla Corvino che protesse Albio Tibullo, Ligdamo e Ovidio.
Le riunioni continuarono a svolgersi nel medioevo e nel rinascimento, soprattutto a scopo di intrattenimento della nobiltà, in ambienti privilegiati come ville, castelli, monasteri; ad esempio si tenevano nella villa di un mecenate – e perciò chiamati spesso horti - o in un monastero come quello di Camaldoli, o nella casa di un intellettuale dove si trovavano a conversare i Medici, Cristoforo Landino, Marsilio Ficino, Leon Battista Alberti poiché, come diceva Leonardo Bruni: «Che cosa c'è, quando la gente è stanca e abbattuta, e quasi disgustata dalla lunga e assidua occupazione (lavorativa), che meglio la rinfreschi dei discorsi scambiati in comune [...]?»
Nell'epoca umanistica, con il nome di sodalitates litterarum o di contubernales, furono proprio i salotti letterari ad attivare l'espansione culturale fuori del mondo istituzionale delle università o degli ambienti regligiosi, anche se ancora dipendenti dalle possibilità di signori che spesso li utilizzavano come espressione del loro potere. Non è un caso se proprio in quest'epoca si affermano salotti costituiti da editori (il primo è quello di Aldo Manuzio) poiché la stampa viene considerata come essenziale alla diffusione della cultura e per la rinomanza degli autori. Vi erano anche editori che partecipavano agli incontri degli "amici della cultura" come Francesco (Minizio) Calvo di Menaggio frequentatore del circolo romano del mecenate tedesco Hans Goritz da Treviri che organizzava nella sua villa sul Campidoglio un circolo poetico.
Ma fu nel XVI secolo che il salotto letterario prese la forma organizzativa dell'epoca moderna.
Nell'epoca illuminista, dopo che le accademie, nate dai salotti, erano divenute istituzioni finalizzate al sapere ufficiale, le riunioni cominciarono a svolgersi anche in case private e assunsero una connotazione più borghese. Fu determinante il loro ruolo di diffusione della cultura al di fuori degli ambienti di potere (laico o ecclesiastico) e si affermò la figura dell'organizzatore o anfitrione, che spesso era una donna.
I salotti letterari parigini primeggiarono per fama in quest'epoca in cui, al di là della figura del patrono, le riunioni erano spesso caratterizzati dalla presenza di una personalità di spicco attraverso la quale filtravano le discussioni e si forgiavano nuove idee, arrivando poi anche a trattare problemi filosofici, religiosi e politici. La fortuna di questo tipo di aggregazione si spiega con il tradizionale immobilismo e la refrattarietà delle istituzioni ufficiali nei confronti delle nuove istanze di cultura e con l'aumentata richiesta di confronto tra posizioni diverse di pensiero e di esperienza.
Queste motivazioni furono lo spunto, in ogni epoca successiva, per la formazione delle varie configurazioni di "salotto". In ogni forma di riunione, tuttavia, si ritrovano alcune caratteristiche costanti:
- gli incontri sono liberi, spontanei e informali;
- i partecipanti hanno una contiguità socio-culturale;
- le riunioni hanno un interesse intellettuale, che prevale rispetto ad altri fini;
- nel dibattimento è implicitamente riconosciuta una eguale capacità intellettuale dei partecipanti, anche in presenza di una personalità preminente.[7]

## Salotti in Francia

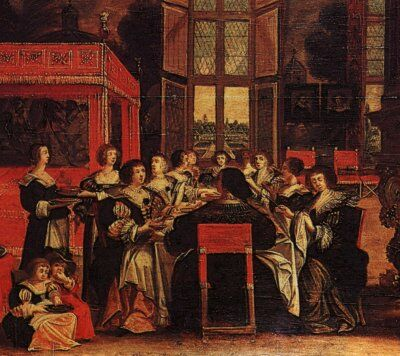
Salotto letterario di dame (XVII secolo)

La formazione di salotti letterari in età moderna fu particolarmente diffusa in Francia prevalentemente nella capitale Parigi, allora come ora centro della vita culturale e mondana. Il primo celebre salotto letterario parigino fu quello aperto da Catherine de Vivonne de Rambouillet marchesa de Rambiuilet (1588-1665) nella sua residenza dell'Hôtel de Rambouillet.
Sul suo modello una particolare funzione sociale e politica venne svolta nel "Âge des Lumières" nel XVIII secolo dai salotti letterari: una tradizione culturale già presente in Francia dai tempi di Luigi XIV quando ci si riuniva a intervalli regolari presso una signora di mondo nei «bureaux d'esprit».
Gli incontri erano ora organizzati da altolocati membri dell'alta borghesia o dell'aristocrazia riformista francese che erano soliti invitare in casa loro intellettuali più o meno noti per conversare e dibattere temi d'attualità o argomenti particolarmente graditi all'anfitrione come accadeva nel salotto di Madame Geoffrin che invitava celebrità letterarie e filosofiche come Diderot, Marivaux, Grimm, Helvétius o nel salotto del barone d’Holbach, le premier maître d'hôtel de la philosophie, (primo direttore dell'albergo della filosofia) nella cui casa si riunivano Diderot, d’Alembert, Helvétius, Marmontel, Raynal, Grimm, l'abate Galiani e altri filosofi. In genere nei salotti si leggevano opere giudicate politicamente eretiche dall'assolutismo monarchico o si discuteva di cosa stesse accadendo fuori del mondo salottiero.

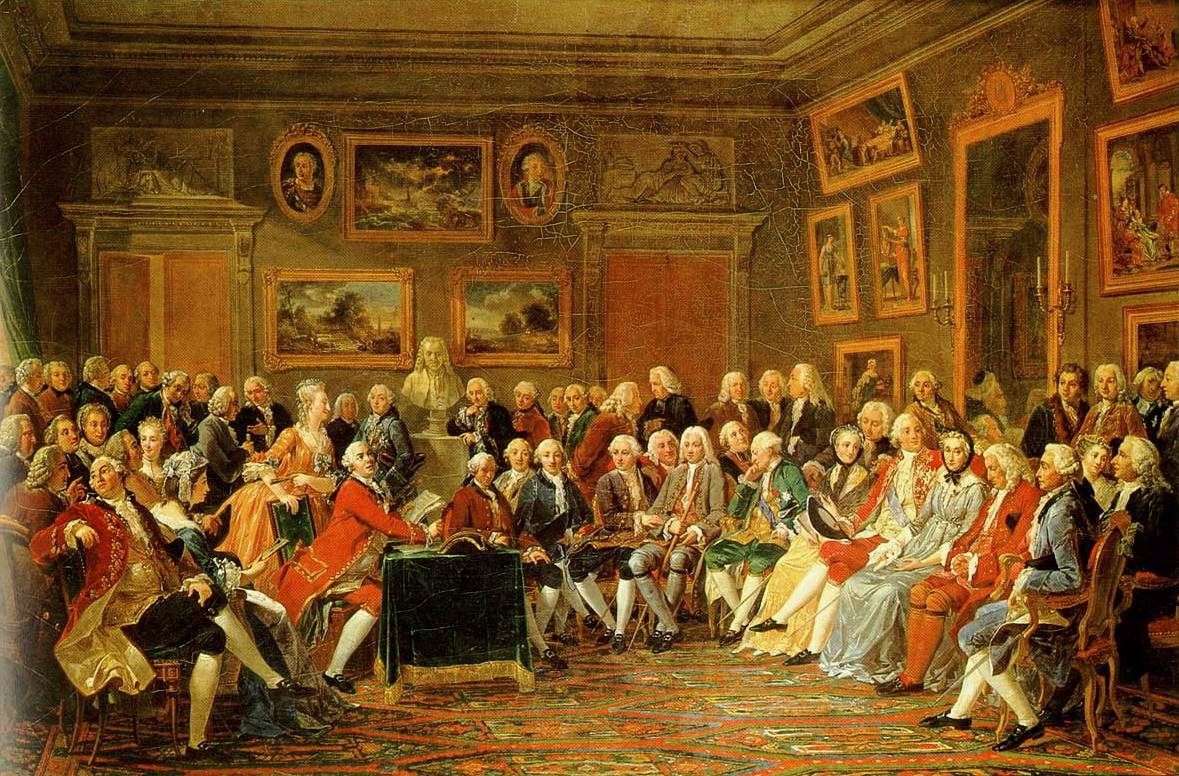
Il salotto di Madame Geoffrin (XVIII secolo)

In questo ambiente culturale svolgevano un ruolo preminente le donne, le salonnièries (salottiere) alle quali il nuovo ideale egualitario illuminista offriva l'opportunità di collaborare, mostrando le proprie doti intellettuali, a un progetto politico radicalmente riformista, non più riservato a una cultura soltanto maschile, che s'intrecciava con un elemento femminista di reazione contro la condizione di passività riservata alla donna spesso costretta, per le classi agiate, a scegliere tra matrimoni di convenienza o il convento, e la ricerca di una compensazione nella vita mondana.
I salotti sono tenuti essenzialmente da donne spesso appartenenti alla borghesia agiata e che potevano vantare amicizie influenti. Avere un salotto era una sorta di emancipazione della condizione femminile che tuttavia riposava sulla qualità degli invitati e sul loro potere d'attrazione. Affinché il salotto avesse successo la salottiera doveva avere tra i suoi ospiti un filosofo illustre che desse spunti per le discussioni che si svolgevano in un clima di libertà e di uguaglianza che rimaneva nei confini del salotto. Gli enciclopedisti potevano propagandare le loro idee, Helvetius e Holbach esporre la loro dottrina materialista ma il salotto doveva rimanere innanzitutto un luogo di svago: ciò che contava era la buona compagnia, le discussioni non dovevano essere troppo impegnate sino a rasentare la noia..
I salotti erano dunque strumenti per diffondere le proprie opinioni non certo luoghi di produzione di idee. Jean-Jacques Rousseau era ben consapevole di questo limite quando denunciava la futilità delle discussioni salottiere fondate sulla "morale del bilboquet" 
Tuttavia fu nei salotti come quello di Madame de Rambouillet, che nacque il preziosismo, un fenomeno di costume e di gusto, ma anche di novità letteraria, improntata a una lingua ricercata, tutta iperboli, sfumature, metafore, paradossi, giochi di parole, fatta apposta per le eleganti conversazioni dei salotti letterari ma che, nonostante gli eccessi snobistici stigmatizzati da Molière ne Le preziose ridicole, contribuì ad arricchire e ad affinare la lingua, ad attirare l'attenzione sui problemi di espressione.

### Celebri salottiere francesi
I salotti più noti erano quelli di (lista non esaustiva):

#### XVI secolo

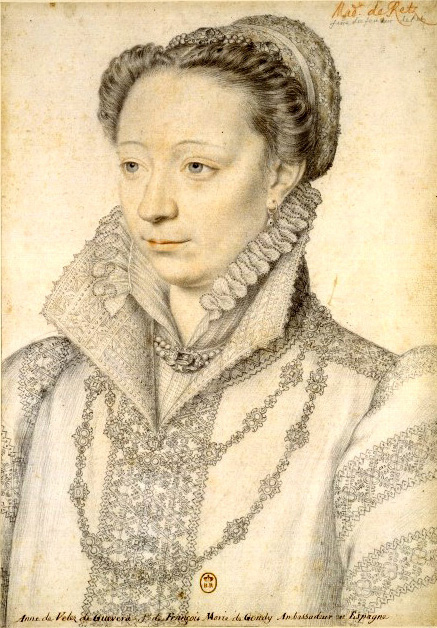
Claude Catherine de Clermont, duchessa di Retz, salottiera degli inizi del XVI secolo

- Claude Catherine de Clermont, duchessa di Retz
- Louise Labé («Il maggior piacere che vi sia, dopo l'amore, è di parlarne»)
- Suzanne du Plessis-Bellière

#### XVII secolo
- Catherine de Vivonne de Rambouillet
- Anne-Marie Bigot de Cornuel
- Barbe Acarie
- Françoise de Maintenon
- Madeleine de Scudéry
- Marguerite de la Sablière
- Marie des Loges
- Ninon de Lenclos
- Anne Marie Louise d'Orléans, duchessa di Montpensier
- la contessa Henriette de Suze
- la contessa Marie-Madeleine de La Fayette
- la duchessa Anne Geneviève de Longueville
- la duchessa Marie-Madeleine d’Aiguillon
- la marchesa Madeleine de Sablé

#### XVIII secolo

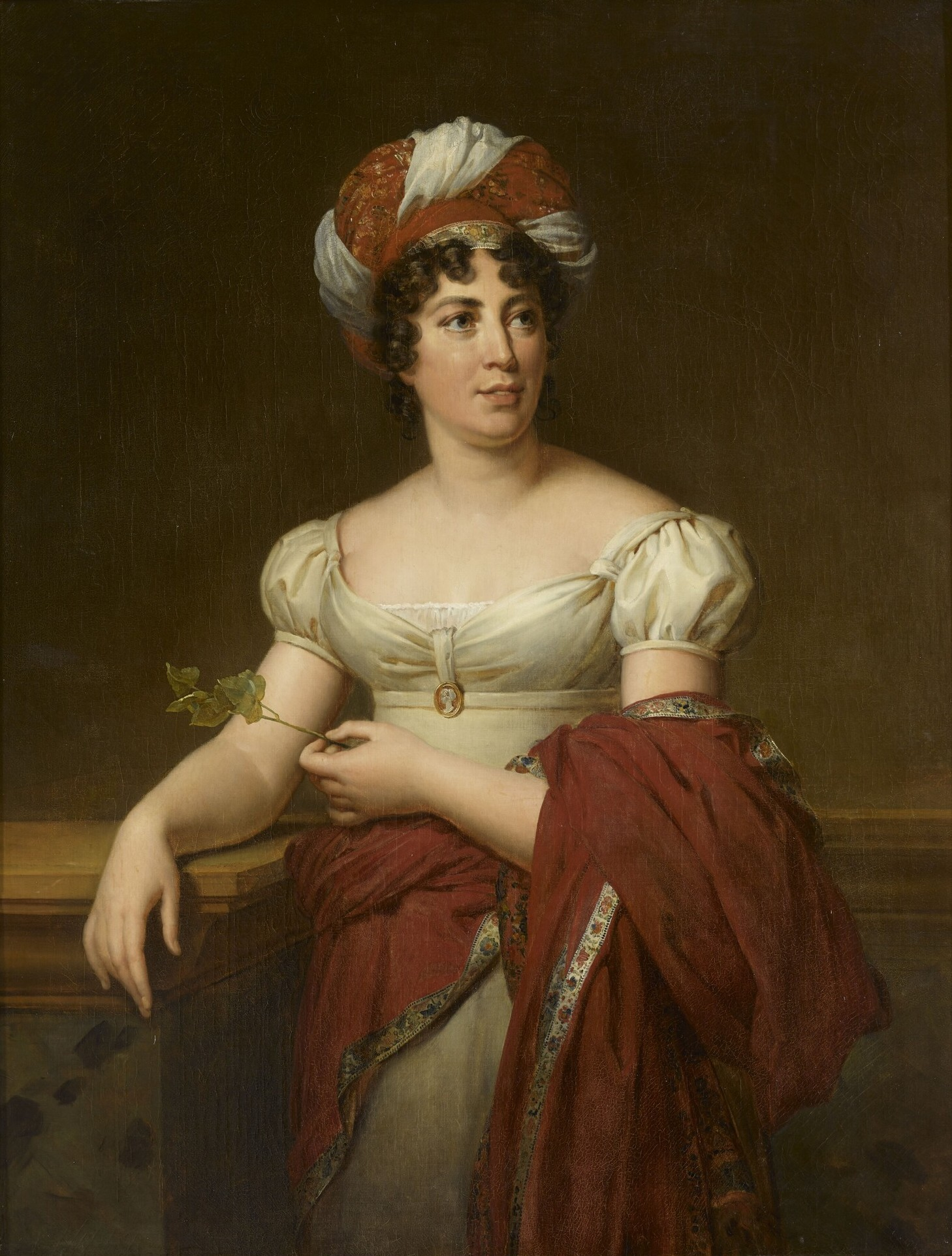
Madame de Staël

- Anne-Catherine de Ligniville Helvétius
- Madame de Lambert
- Adrienne Lecouvreur
- Élisabeth Vigée Le Brun
- Etta Palm d'Aelders
- Fortunée Hamelin
- Françoise de Graffigny
- Jeanne-Françoise Quinault
- Julie de Lespinasse
- Louise d'Épinay
- Adélaïde Dufresnoy
- Louise Dupin
- Charlotte de Montesson
- Germaine de Staël
- Madame Doublet
- Manon Roland
- Marie du Deffand

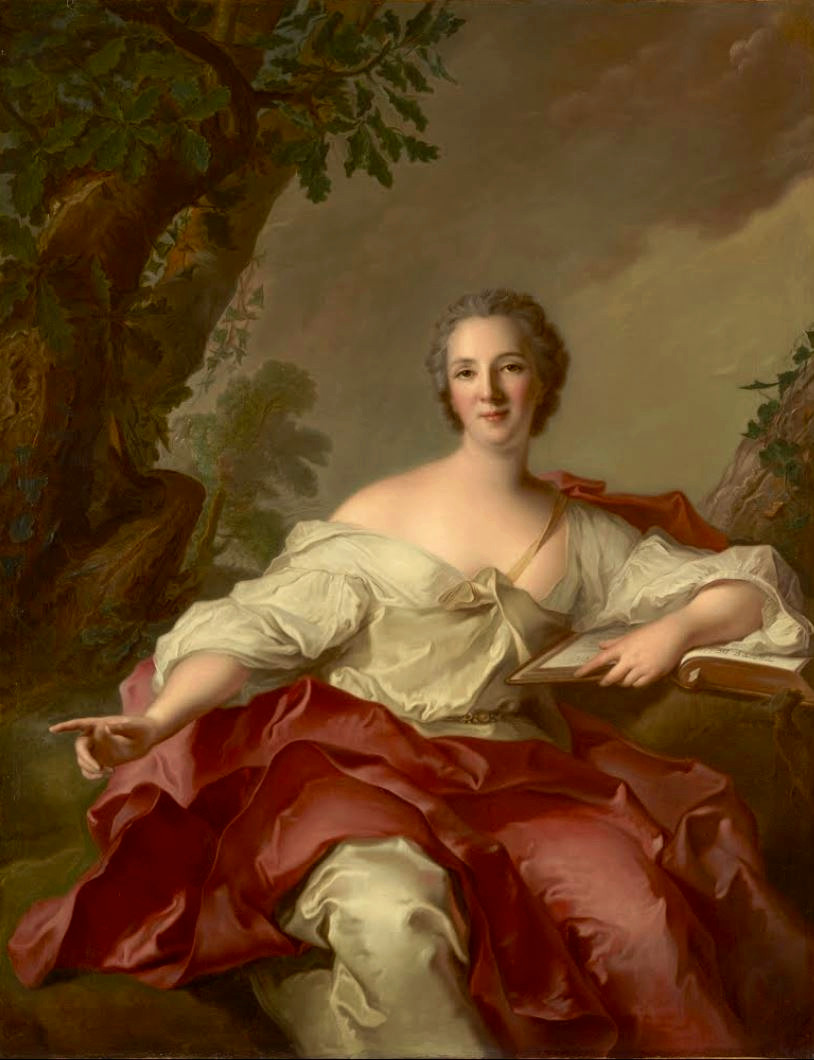
Madame Geoffrin

- Mme de Tencin, baronessa de Saint-Martin de l'Ile de Ré
- Marie-Thérèse Geoffrin
- Marie-Thérèse de La Ferté-Imbault marchesa d'Étampes
- Sophie Arnould
- Sophie de Condorcet
- Suzanne Necker
- Thérèse de la Pouplinière
- Théroigne de Méricourt
- la contessa Marie-Charlotte de Boufflers
- la duchessa Anne-Louise du Maine
- Jeanne-Monique des Vieux
- la marchesa Émilie du Châtelet
- la marchesa Jeanne de Prie

#### XIX secolo
- Aglaé Sabatier
- Esther Lackman
- Aimée Carvillon des Tillières
- George Sand
- Barbara von Krüdener
- Claire de Duras
- Delphine de Girardin
- Geneviève Straus
- Julia Allard-Daudet
- Juliette Adam
- Juliette Récamier
- Léontine de Caillavet
- Louise Contat
- Louise Colet
- Lydie Aubernon de Nerville
- Madeleine Lemaire
- Marguerite de Saint-Marceaux
- Marie-Anne de Loynes
- Mélanie de Pourtalès
- Mélanie Waldor

- Nina de Villard
- Rachilde
- Sophie de Castellane
- Sophie Gay
- Sophie Swetchine
- Virginie Ancelot
- la contessa Adèle de Boigne
- la contessa Félicité de Genlis
- la contessa Marie d'Agoult,
- la contessa Rosalie de Fitz-James
- la contessa Sophie d’Houdetot
- la duchessa Dorothée de Dino
- la marchesa Armande du Plessis

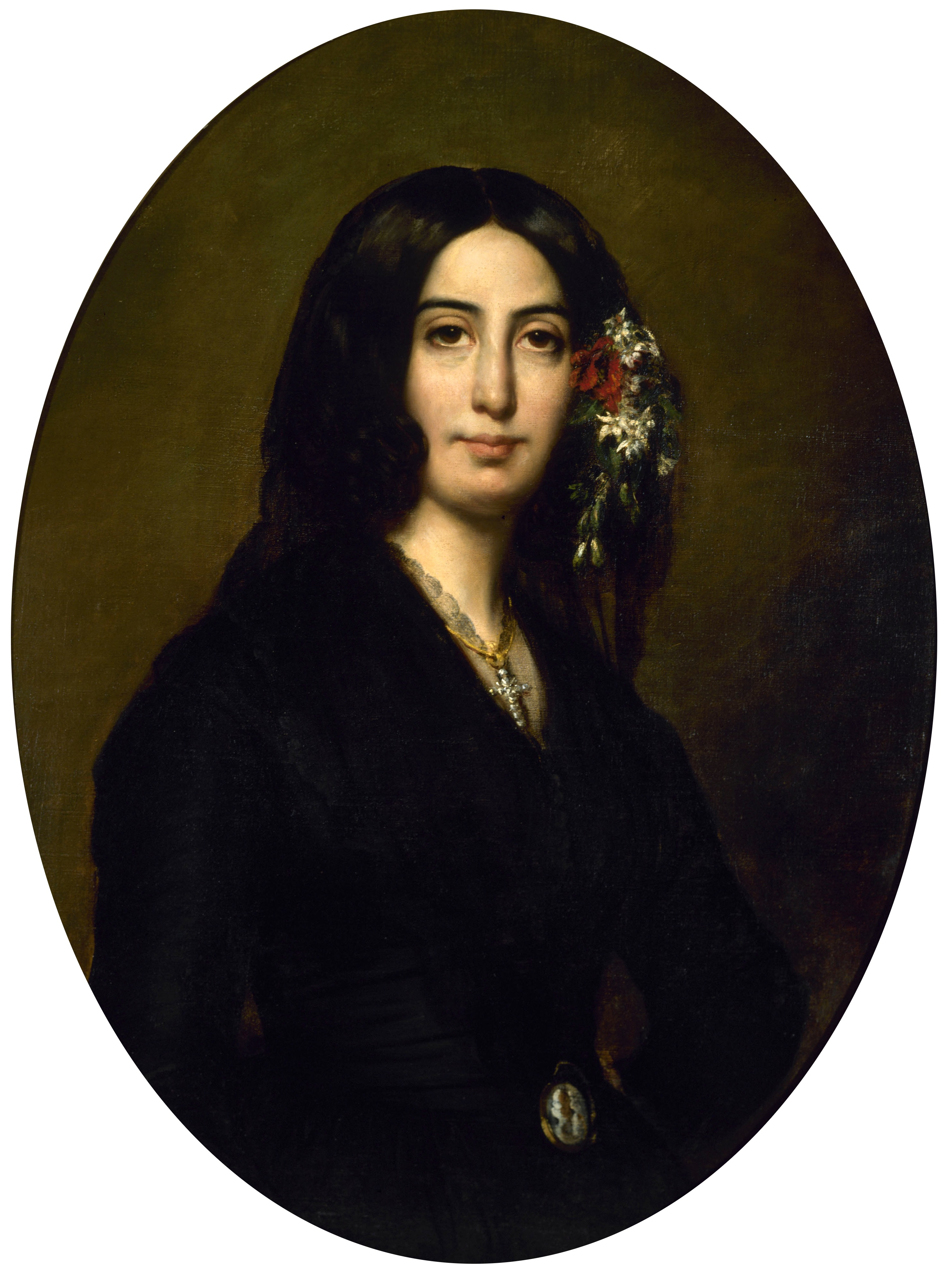
George Sand

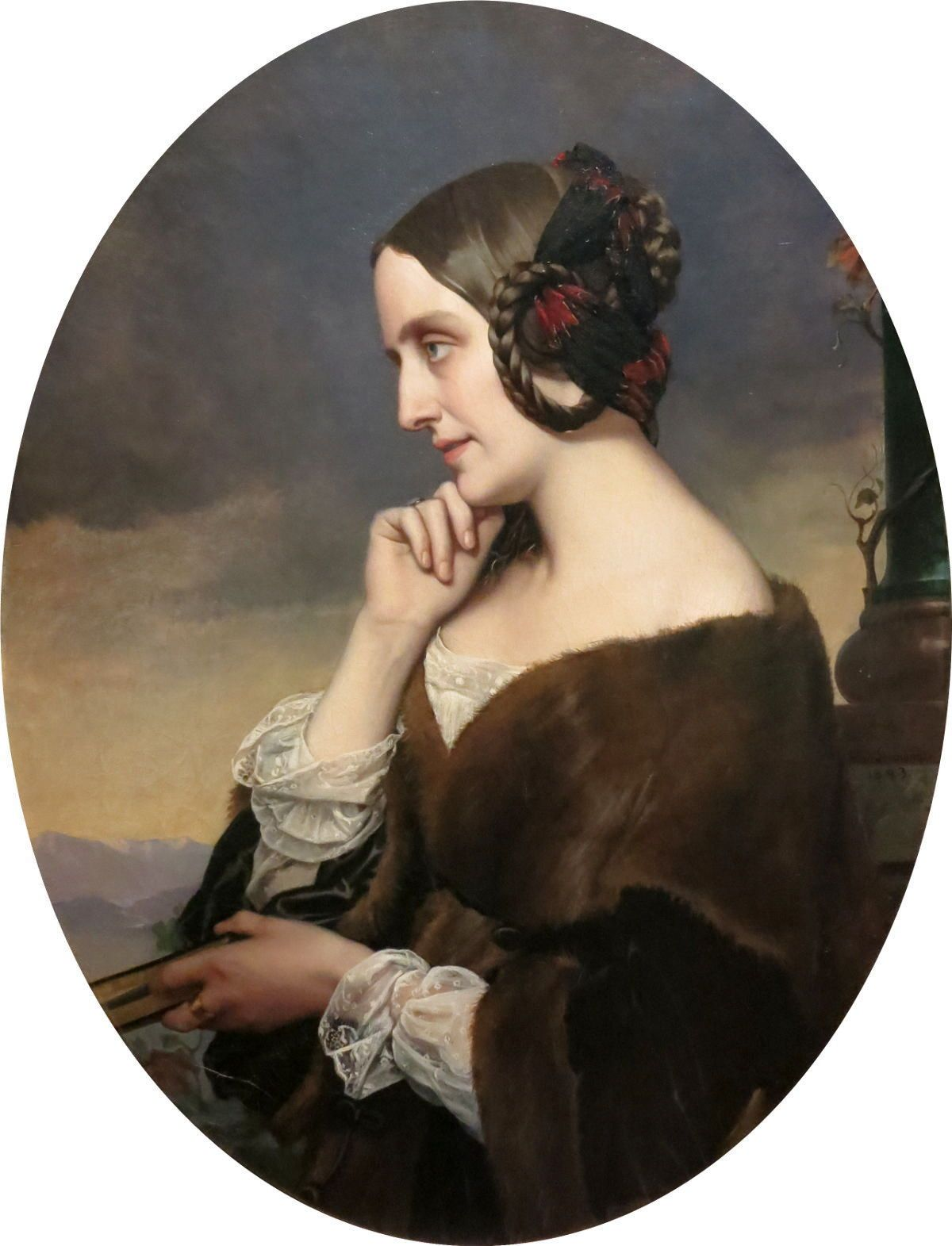
Marie d'Agoult

- la principessa Constance de Salm-Dyck
- la principessa Matilde Bonaparte

#### XX secolo
- Natalie Clifford Barney
- Adry de Carbuccia

## Salotti in Italia
La consuetudine del salon francese si sviluppa anche in Italia nel '600 e nel '700 dove un notevole contributo alla storia, non solo letteraria, venne offerto ad esempio dal salotto di Pietro Verri che fondò l'Accademia dei Pugni o da quello chiamato scherzosamente "cameretta" di Carlo Porta che aveva come ospiti più noti Alessandro Manzoni, Tommaso Grossi, Giovanni Berchet.

### Celebri salotti in Italia

#### Firenze
- Salotto in casa Fantastici di Fortunata Sulgher
- Salotto di Luisa di Stolberg-Gedern, contessa d'Albany
- Salotto di Teresa Ciamagnini Fabbroni
- Salotto di Fanny Targioni Tozzetti in via Ghibellina
- Salotto della marchesa Venturi
- Salotto della marchesa Amelia Sarteschi Calani Carletti

#### Milano
- Salotto di Pietro Verri
- Salotto o "cameretta" di Carlo Porta
- Salotto di Clara Maffei nel palazzo Olivazzi di via Bigli
- Salotto di Cristina Trivulzio Belgiojoso
- Salotto di Bianca Milesi

#### Napoli
- Salotto, prettamente letterario, di Tommaso Cornelio
- Salotto di Francesco D'Andrea nella sua casa nel borgo dei Vergini
- Salotto di Nicola Caravita, accoglieva anticurialisti e antibarocchisti
- Salotto di Paolo Mattia Doria dove si ritrovavano i matematici-naturalisti
- Salotto di Leonardo Di Capua, luogo di riunione dei fautori della lingua toscana
- Salotto di Agnello Di Napoli, salotto dei gassendisti
- Salotto letterario e musicale di Aurora Sanseverino presso il Palazzo Gaetani dell'Aquila d'Aragona
- Salotto di Ippolita Cantelmo Stuart (donna Popa) presso il Palazzo Carafa di Roccella

#### Roma
- Salotto di Tullia d'Aragona
- Salotto della regina Cristina di Svezia
- Salotto di Maria Mancini
- Salotto di Prudenza Gabrielli Capizucchi
- Salotto di Maria Casimira Sobieska
- Salotto di Ersilia Caetani Lovatelli

#### Venezia
- Salotto della dogaressa Giovanna Dandolo
- Salotto di Marina Querini Benzon presso il palazzo di San Beneto
- Salotto di Elena Priuli presso il casino Venier
- Salotto di Alba Corner Vendramin
- Salotto di Giustina Renier Michiel in corte Contarina a S. Moisè
- Salotto di Isabella Teotochi Albrizzi prima in calle delle Balotte, poi al ponte dei Bareteri e presso Villa Albrizzi
- salotto del Caffè Florian in Piazza San Marco

#### Bologna

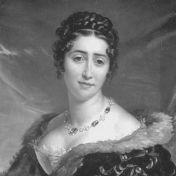
Cornelia Rossi Martinetti

Prima fase: salotti letterari e musicali
- Salotto musicale di Maria Brizzi Giorgi, con le riunioni dell'Accademia Polimniaca
- Salotto di Cornelia Rossi Martinetti, detto Cenacolo letterario Orto delle Esperidi, nel giardino del Palazzo Martinetti Rossi
- Salotto di Teresa Carniani Malvezzi a Palazzo Malvezzi De' Medici

Periodo intermedio: salotti ancora letterari e musicali ma ci si avvicina alla stagione romantica e alla politica
- Salotto di Anna De Gregorio e del marito Francesco Sampieri
- Salotto di Maria Laura Malvezzi Hercolani, nota come Dona Marì

Seconda fase: salotti politici del Risorgimento nazionale
- Salotto di Brigida Fava Ghisilieri e Giuseppe Tanari, nel Palazzo Tanari
- Salotto di Augusta Tanari Malvezzi
- Salotto di Elena Gozzadini Mariscotti e della figlia Maria Mariscotti Pizzardi
- Salotto di Letizia Murat
- Salotto di Carolina Pepoli Tattini

Ultima fase: il declino dei salotti
- Salotto di Gualberta Alaide Beccari
- Salotto di Giulia Cavallari Cantalamessa

## Salotti in Germania, Austria e Svizzera

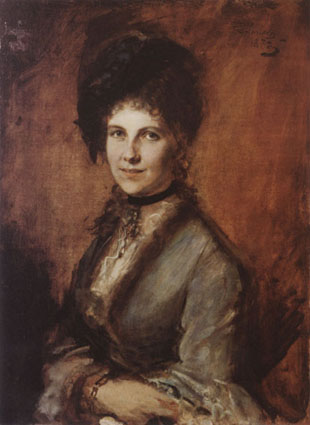
Marie Schleinitz

### Berlino
- Salotto di Rahel Varnhagen
- Salotto di Henriette Herz
- Salotto a Berlino e a Lipsia di Henriette von Crayen
- Salotto di Amalie Beer
- Salotto di Bettina von Arnim
- Salotto di Gisela von Arnim
- Salotto di Fanny Lewald
- Salotto di Carl e Felicie Bernstein
- Salotto di Anna von Helmholtz (si discuteva di temi scientifici)
- Salotto di Helene von Lebbin
- Salotto di Marie von Radziwiłł
- Salotto di Marie von Schleinitz (tenne salotti anche a San Pietroburgo e a Parigi dove si conversava di arte e musica)
- Salotto di Hildegard von Spitzemberg (si dibattevano argomenti di politica)
- Salotto di Maximiliane von Oriola
- Salotto di Emma Siegmund
- Salotto di Helene von Nostitz
- Salotto di Sophie Sander
- Salotto di Sabine Lepsius

- Salotto di Mathilde von Rohr
- Salotto di Corina Sombart
- Salotto di Nicolaus Sombart

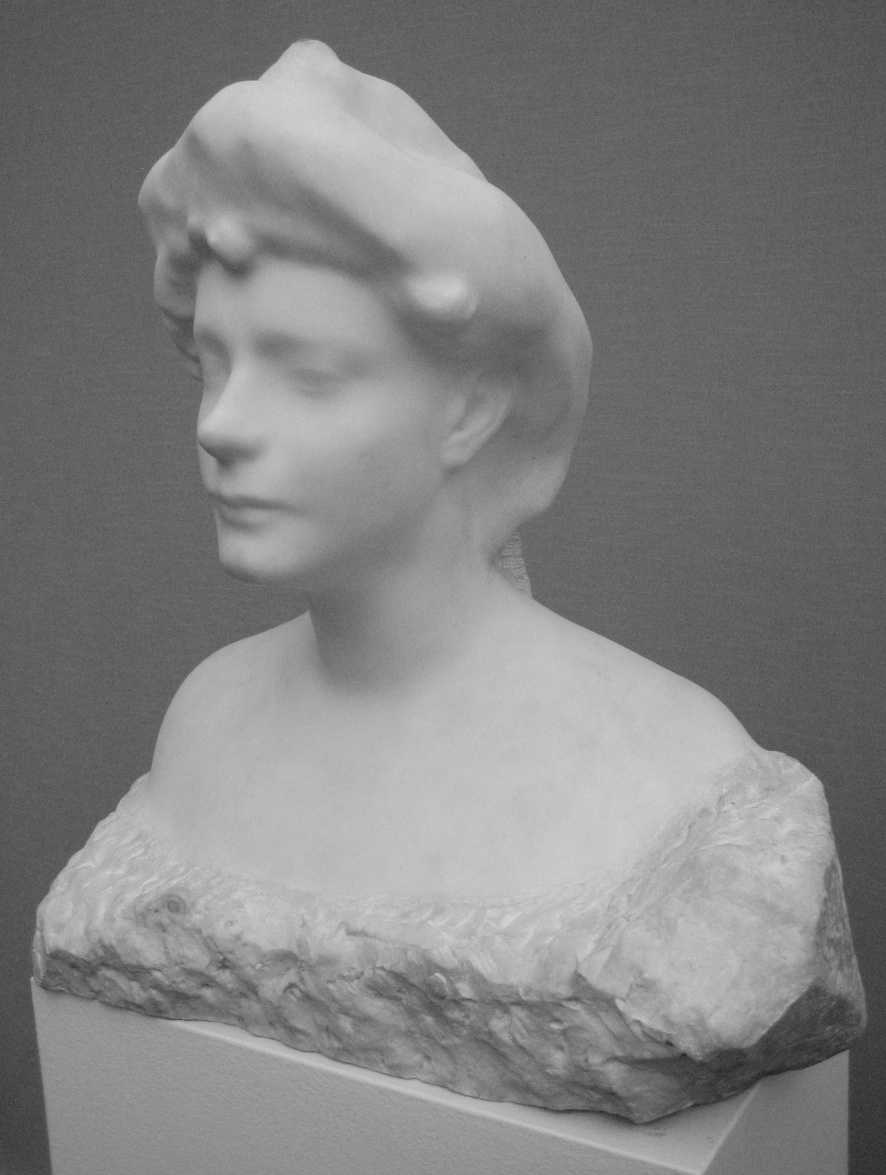
Helene von Nostitz

- Salotto di Elisabeth von Staegemann

### Berna
- Salotto di Julie Bondeli

### Dresda
- Salotto di Christian Gottfried Körner (suoi ospiti letterati e pittori come Friedrich Schiller, Heinrich von Kleist und Dora Stock)

### Kiel
- Salotto di Lotte Hegewisch

### Monaco di Baviera
- Salotto di Elsa Bernstein e Max Bernstein
- Salotto di Hugo Bruckmann e Elsa Bruckmann
- Salotto di Hertha Koenig

### Stoccarda
- Salotto di Johann Georg Hartmann

### Vienna
- Salotto di Fanny von Arnstein
- Salotto di Henriette von Pereira-Arnstein
- Salotto di Pauline Metternich
- Salotto di Caroline Pichler
- Salotto di Berta Zuckerkandl
- Salotto di Eugenie Schwarzwald

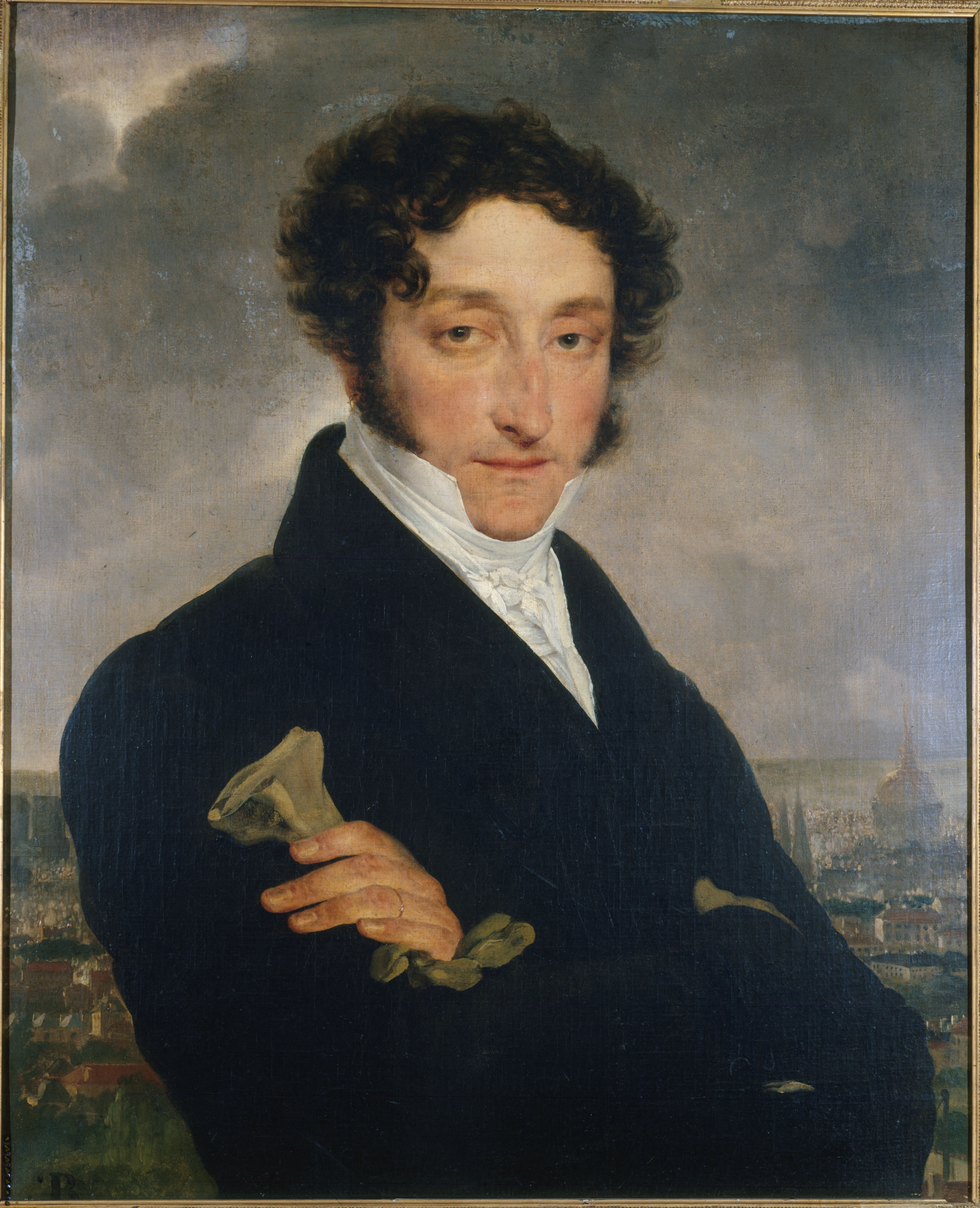
Charles Nodier

- Salotto di Sophie von Todesco situato nel monumentale Palazzo Todesco

### Zurigo
- Salotto di Barbara Schulthess

Altri salotti furono organizzati da:
- Charles Nodier
- Ludmilla Assing
- Amalie von Gallitzin
- Malwida von Meysenbug
- Axel Brauns
- Out el-Kouloub
- Martin Jankowski
- Hetta Gräfin Treuberg
- Johanna Schopenhauer, madre di Arthur Schopenhauer e di Adele Schopenhauer, ospite tra gli altri: Johann Wolfgang von Goethe

## Salotti e Caffè letterari in Gran Bretagna
- Will's Coffee-house in Londra
- The Grecian, Londra
- Button's Coffee-house, Londra
- Sarah Austin, Queen Square (Westminster)

## Salotti in Russia
I salotti letterari in Russia compaiono tra il XVIII e il XIX secolo. 
Questi salotti furono di grande importanza per la cultura russa in generale e più nello specifico per la letteratura. In essi si creavano circoli letterali, associazioni e si leggevano ad alta voce libri che a causa della censura zarista venivano pubblicati molto più tardi (come ad esempio la commedia Che disgrazia l'ingegno!, di Griboedov). I frequentatori dei salotti russi appartenevano solitamente allo stesso filone ideologico (vedi Slavofilismo).

## Salotti in Svezia
In Svezia il salotto si sviluppò nel tardo XVII secolo e prosperò fino alla fine del XIX secolo. Durante gli anni 1680 e 1690, il salotto della contessa Magdalena Stenbock divenne un punto incontro in cui gli ambasciatori stranieri a Stoccolma andavano a prendere contatti, e il suo tavolo da gioco fu descritto come un centro di politica estera svedese
Durante l'Epoca della libertà svedese (1718-1772) le donne parteciparono al dibattito politico e promossero i loro favoriti nella lotta tra i due partiti Mössorna (berretti) e Hattarna (cappelli) attraverso i salotti politici. Questi luoghi di ritrovo furono considerati tanto influenti da permettere alle potenze straniere di coinvolgere alcune di queste donne come agenti a vantaggio dei loro interessi nella politica svedese. Il più celebre salotto politico dell'epoca della libertà svedese, da alcuni definito il primo della Svezia, fu quello della contessa Hedvig Catharina De la Gardie (1695-1745), la cui influenza sugli affari di stato la espose a opuscoli diffamatori e la rese bersaglio della caricatura satirica di Olof von Dalin nel 1733. Si ritiene che Magdalena Elisabeth Rahm abbia contribuito alla realizzazione della Guerra russo-svedese (1741-1743) attraverso la campagna a favore del conflitto lanciata nel suo salotto. Al di fuori della politica, Hedvig Charlotta Nordenflycht fu la padrona di casa dell'accademia letteraria Tankebyggarorden e Anna Maria Lenngren fece lo stesso per l'Accademia reale svedese.
Durante il regno di Gustavo III la casa di Anna Charlotta Schröderheim divenne nota come un centro dell'opposizione. Le salottiere avevano ancora influenza negli affari politici nella prima metà del XIX secolo: è il caso di Aurora Wilhelmina Koskull negli anni 1820 e di Ulla De Geer negli anni 1840.
Nel diciannovesimo secolo, tuttavia, le maggiori ospiti dei salotti in Svezia divennero più note come benefattrici delle arti e della carità che non interessate alla politica. Dal 1820 e per due decenni Malla Silfverstolpe divenne famosa per il suo salotto del venerdì sera a Uppsala, che divenne un centro dell'era romantica in Svezia e probabilmente il più famoso salotto letterario svedese. Durante gli anni 1860 e 1870, il Salotto Limnell della ricca benefattrice Fredrika Limnell a Stoccolma divenne un famoso centro dell'élite culturale svedese, nel quale soprattutto gli scrittori si riunivano per entrare in contatto con ricchi benefattori, un ruolo che infine fu preso dai Ricevimenti Curman di Calla Curman negli anni 1880 e 1890.